# Liste der Bodendenkmäler in Neustadt an der Aisch
Auf dieser Seite sind die Bodendenkmäler in der mittelfränkischen Gemeinde Neustadt an der Aisch zusammengestellt. Diese Tabelle ist eine Teilliste der Liste der Bodendenkmäler in Bayern. Grundlage ist die Bayerische Denkmalliste, die auf Basis des Bayerischen Denkmalschutzgesetzes vom 1. Oktober 1973 erstmals erstellt wurde und seither durch das Bayerische Landesamt für Denkmalpflege geführt wird. Die folgenden Angaben ersetzen nicht die rechtsverbindliche Auskunft der Denkmalschutzbehörde.

## Bodendenkmäler der Gemeinde Neustadt an der Aisch

### Bodendenkmäler in der Gemarkung Altheim
| Lage               | Objekt                                                           | Akten-Nr.     | Bild |
| ------------------ | ---------------------------------------------------------------- | ------------- | ---- |
| Altheim (Standort) | Abschnittsbefestigung vor- und frühgeschichtlicher Zeitstellung. | D-5-6429-0005 |      |

### Bodendenkmäler in der Gemarkung Birkenfeld
| Lage                  | Objekt | Akten-Nr.     | Bild |
| --------------------- | --- | ------------- | ---- |
| Birkenfeld (Standort) | Freilandstation des Mesolithikums und Siedlung des Neolithikums. | D-5-6429-0061 |      |
| Birkenfeld (Standort) | Mittelalterliche und frühneuzeitliche Befunde im Bereich des ehemaligen Zisterzienserinnenklosters und der bestehenden Evangelisch-Lutherischen Filialkirche St. Maria und des ummauerten Friedhofes in Birkenfeld. | D-5-6429-0095 |      |
| Birkenfeld (Standort) | Siedlung vorgeschichtlicher Zeitstellung und Wüstung des Mittelalters. | D-5-6429-0104 |      |
| Birkenfeld (Standort) | Siedlung vorgeschichtlicher Zeitstellung, darunter der jüngeren Latènezeit. | D-5-6429-0108 |      |

### Bodendenkmäler in der Gemarkung Diebach
| Lage               | Objekt                             | Akten-Nr.     | Bild |
| ------------------ | ---------------------------------- | ------------- | ---- |
| Diebach (Standort) | Freilandstation des Mesolithikums. | D-5-6429-0063 |      |
| Diebach (Standort) | Freilandstation des Mesolithikums. | D-5-6429-0064 |      |

### Bodendenkmäler in der Gemarkung Herrnneuses
| Lage                   | Objekt | Akten-Nr.     | Bild |
| ---------------------- | --- | ------------- | ---- |
| Herrnneuses (Standort) | Freilandstation des Mesolithikums und Siedlung vor- und frühgeschichtlicher Zeitstellung.                         | D-5-6429-0065 |      |
| Herrnneuses (Standort) | Siedlung vor- und frühgeschichtlicher Zeitstellung.                                                               | D-5-6429-0067 |      |
| Herrnneuses (Standort) | Mittelalterliche und frühneuzeitliche Befunde im Bereich der Evangelisch-Lutherischen Pfarrkirche in Herrnneuses. | D-5-6429-0157 |      |

### Bodendenkmäler in der Gemarkung Neustadt a.d.Aisch
| Lage                          | Objekt | Akten-Nr.     | Bild |
| ----------------------------- | --- | ------------- | ---- |
| Neustadt a.d.Aisch (Standort) | Freilandstation des Mesolithikums und Siedlung des Neolithikums. | D-5-6429-0056 |      |
| Neustadt a.d.Aisch (Standort) | Mittelalterliche und frühneuzeitliche Befunde im Bereich der ehemalige Evangelisch-Lutherischen Spitalkirche in Neustadt a.d.Aisch.                                                                                   | D-5-6429-0084 |      |
| Neustadt a.d.Aisch (Standort) | Mittelalterliche und frühneuzeitliche Befunde im Bereich des ehemaligen Barfüßerklosters St. Wolfgang, der Evangelisch-Lutherischen Friedhofskirche Zur Himmelfahrt Christi und des Friedhofs in Neustadt a.d. Aisch. | D-5-6429-0168 |      |
| Neustadt a.d.Aisch (Standort) | Mittelalterliche und frühneuzeitliche Befunde im Bereich des hochmittelalterlichen Marktes Riedfeld, Vorgängersiedlung von Neustadt a.d.Aisch.                                                                        | D-5-6429-0170 |      |
| Neustadt a.d.Aisch (Standort) | Mittelalterliche und frühneuzeitliche Befunde im Bereich der ehemalige Befestigung des hochmittelalterlichen Marktes Riedfeld, Vorgängersiedlung von Neustadt a.d.Aisch.                                              | D-5-6429-0171 |      |
| Neustadt a.d.Aisch (Standort) | Mittelalterliche und frühneuzeitliche Befunde im Bereich der Stadterweiterung des Spätmittelalters in Neustadt a.d.Aisch.                                                                                             | D-5-6429-0172 |      |
| Neustadt a.d.Aisch (Standort) | Mittelalterliche und frühneuzeitliche Befunde im Bereich der ehemalige Befestigung des spätmittelalterlichen Neustadt a.d.Aisch.                                                                                      | D-5-6429-0173 |      |
| Neustadt a.d.Aisch (Standort) | Mittelalterliche und frühneuzeitliche Befunde im Bereich der spätmittelalterlichen bis frühneuzeitlichen Stadterweiterung von Neustadt a.d.Aisch.                                                                     | D-5-6429-0174 |      |
| Neustadt a.d.Aisch (Standort) | Mittelalterliche und frühneuzeitliche Befunde im Bereich der spätmittelalterlich/frühneuzeitlichen Stadtbefestigung von Neustadt a.d.Aisch.                                                                           | D-5-6429-0175 |      |
| Neustadt a.d.Aisch (Standort) | Mittelalterliche und frühneuzeitliche Befunde im Bereich der ehemaligen burggräflichen Veste in Neustadt a.d.Aisch.                                                                                                   | D-5-6429-0176 |      |
| Neustadt a.d.Aisch (Standort) | Mittelalterliche und frühneuzeitliche Befunde im Bereich der Evangelisch-Lutherischen Stadtpfarrkirche St. Johannes Baptista und des Kirchhofes in Neustadt a.d.Aisch.                                                | D-5-6429-0177 |      |
| Neustadt a.d.Aisch (Standort) | Mittelalterliche und frühneuzeitliche Befunde im Bereich des Alten Schlosses in Neustadt a.d.Aisch. | D-5-6429-0178 |      |
| Neustadt a.d.Aisch (Standort) | Mittelalterliche und frühneuzeitliche Befunde im Bereich des ehemaligen neuen Schlosses in Neustadt a.d.Aisch. | D-5-6429-0179 |      |
| Neustadt a.d.Aisch (Standort) | Mittelalterliche und frühneuzeitliche Befunde im Bereich des ehemaligen Seckendorff-Schlösschens in Neustadt a.d.Aisch.                                                                                               | D-5-6429-0180 |      |

### Bodendenkmäler in der Gemarkung Obernesselbach
| Lage                      | Objekt                                                                     | Akten-Nr.     | Bild |
| ------------------------- | -------------------------------------------------------------------------- | ------------- | ---- |
| Obernesselbach (Standort) | Siedlung des Neolithikums.                                                 | D-5-6428-0089 |      |
| Obernesselbach (Standort) | Siedlung vor- und frühgeschichtlicher oder mittelalterlicher Zeitstellung. | D-5-6428-0187 |      |

### Bodendenkmäler in der Gemarkung Schauerheim
| Lage                   | Objekt | Akten-Nr.     | Bild           |
| ---------------------- | --- | ------------- | -------------- |
| Schauerheim (Standort) | Mittelalterlicher Burgstall des 13. Jahrhunderts der abgegangenen Burg Wernsberg (Schloss Wernsberg, Veste Wernsberg, Wernsperc, Burgstall Schlossbuck) (zerstört Anfang des 16. Jahrhunderts) | D-5-6429-0070 | weitere Bilder |
| Schauerheim (Standort) | Mittelalterliche und frühneuzeitliche Befunde im Bereich der Evangelisch-Lutherischen Pfarrkirche St. Katharina und des ummauerten Friedhofes in Schauerheim.                                  | D-5-6429-0160 |                |

### Bodendenkmäler in der Gemarkung Schellert
| Lage                 | Objekt                                                          | Akten-Nr.     | Bild |
| -------------------- | --------------------------------------------------------------- | ------------- | ---- |
| Schellert (Standort) | Bestattungsplatz vorgeschichtlicher Zeitstellung mit Grabhügel. | D-5-6429-0074 |      |

### Bodendenkmäler in der Gemarkung Unternesselbach
| Lage                       | Objekt | Akten-Nr.     | Bild |
| -------------------------- | --- | ------------- | ---- |
| Unternesselbach (Standort) | Mittelalterliche und frühneuzeitliche Befunde im Bereich der Evangelisch-Lutherischen Pfarrkirche St. Bartholomäus und des befestigten Kirchhofes in Unternesselbach. | D-5-6429-0163 |      |

### Bodendenkmäler in der Gemarkung Unterschweinach
| Lage                       | Objekt                                              | Akten-Nr.     | Bild |
| -------------------------- | --------------------------------------------------- | ------------- | ---- |
| Unterschweinach (Standort) | Siedlung vor- und frühgeschichtlicher Zeitstellung. | D-5-6429-0080 |      |